# (5985) 1942 RJ
1942 أر جاي (ويعرف أيضًا باسم (5985) 1942 أر جاي وفق تسمية الكوكب الصغير) (بالإنجليزية: 1942 RJ)‏ هو كويكب ضمن حزام الكويكبات؛ وترتيبه 5985 من حيث الاكتشاف.
اكتُشف هذا الجُرم الفلكي بواسطة ليسي أوترما في 7 سبتمبر 1942.

## وصلات خارجية
- (5985) 1942 RJ في قاعدة بيانات مختبر الدفع النفاث لأجرام النظام الشمسي الصغيرة

- الاكتشاف · مخطط المدار ·  العناصر المدارية · المعلمات المادية

- (5985) 1942 RJ على موقع ويكي سكاي: DSS2, SDSS, GALEX, IRAS, Hydrogen α, X-Ray, Astrophoto, Sky Map, Articles and images